# Stephen Harriman Long
Stephen Harriman Long (Hopkinton, Nou Hampshire, 30 de desembre de 1784 - Alton (Illinois), 4 de setembre de 1864) fou un enginyer i explorador militar estatunidenc. Com a inventor, va destacar per les seves aportacions al disseny de locomotores de vapor. Com a oficial de l'exèrcit, va dirigir una expedició científica per una àrea molt extensa de les Grans Planes, que ell va descriure com el "Gran Desert Americà", denominació que fa fer fortuna en aquella època, fins al punt de fer endarrerir la conquesta del Far West durant vint anys. La muntanya Longs Peak, de 4.346 metres, a Colorado, es diu així per ell.